# Shellman
Shellman es una ciudad ubicada en el condado de Randolph en el estado estadounidense de Georgia. En el año 2000 tenía una población de 1.166 habitantes.

## Geografía
Shellman se encuentra ubicada en las coordenadas 31°45′31″N 84°36′46″O / 31.75861, -84.61278 (31.758473, -84.612731).
Según la Oficina del Censo, la localidad tiene un área total de 8,2 km² (3,2 mi²), de la cual 8,2 km² (3,2 mi²) es tierra y 0 km² (0 mi²) (0.00%) es agua.

## Demografía
Según la Oficina del Censo en 2000 los ingresos medios por hogar en la localidad eran de $20,950, y los ingresos medios por familia eran $29,583. Los hombres tenían unos ingresos medios de $27,875 frente a los $18,462 para las mujeres. La renta per cápita para la localidad era de $11,267. 